# Diby
Diby är en by (estniska: küla) i Estland. Den ligger på Ormsö som ligger utanför landets västkust, i Ormsö kommun och landskapet Läänemaa, 94 kilometer sydväst om huvudstaden Tallinn. Byn hade 8 invånare år 2011.
Diby ligger på nordöstra Ormsö och angränsar till byarna Rälby i väster och Norrby i öster. Norrut ligger Östersjön. Utmed kusten ligger Rälbyviken (estniska: Rälby laht), Diby udde (Diby poolsaar), ön Tjuka, Lillviken (Diby laht) och ön Kyrkgrundet. På byns marker ligger också sjön Dibyträske (Diby järv) som är 0,1 kvadratkilometer stor. Diby ligger cirka 5 km nordväst om ö-kommunens centralort Hullo.
Diby ligger på Ormsö som jämte Nuckö traditionellt har varit centrum för estlandssvenskarna. Ortnamnen på Ormsö minner om estlandssvenskarnas historia. Ormsö avfolkades nästan helt under andra världskriget när flertalet estlandssvenskar flydde till Sverige. Åren 1977–1997 var byns officiella namn Diibi.